# Baldo (fumetto)
Baldo è un sergente delle Giubbe Rosse canadesi, ideato per i fumetti nel 1952 dal cartoonist di Rapallo Luciano Bottaro per conto delle edizioni Alpe.
Non molto conosciuto in Italia, dove pure è stato pubblicato per molto tempo su albi vari, ha avuto invece una buona diffusione in terra francese, con molte storie realizzate appositamente per tale mercato da artisti come Carlo Chendi, Guido Scala, Giorgio Rebuffi.